# نورمان ستون
نورمان ستون (بالإنجليزية: Norman Stone)‏ (1904 ببرينتفورد في المملكة المتحدة - 1957) هو لاعب كرة قدم بريطاني (وحمل سابقاً جنسية المملكة المتحدة لبريطانيا العظمى وأيرلندا) في مركز الهجوم. لعب مع نادي برينتفورد و‌Corinthian F.C. ‏.